# Mednarodni grafični trienale Bitola
Mednarodni grafični trienale Bitola (IGT Bitola) je mednarodna umetniška manifestacija, katere cilj je popularizirati in afirmirati sodobno grafično ustvarjanje.
Ustanovljen je bil leta 1991 v Bitoli v Republiki Makedoniji in je od takrat največji grafični umetniški dogodek v Severni Makedoniji na pobudo Vlado Goreski in Ljubena Paunoskega ter potrdil in podprl predsednik R. Makedonija, Ministrstvo za kulturo R. Makedonija-Skopje in Občina Bitola. V tem obdobju so sodelovali številni umetniki z vsega sveta.
Njegov ustanovitelj je Vlado Goreski, ki je tudi umetniški vodja. Trienale je nastal v sodelovanju z Grafičnim bienalom Ljubljana in ob podpori direktorja Bogdana Kršič.